# Tuna distrikt, Småland
Tuna distrikt är ett distrikt i Vimmerby kommun och Kalmar län. 
Distriktet ligger i sydöstra delen av kommunen. 

## Tidigare administrativ tillhörighet
Distriktet inrättades 2016 och utgörs av socknen Tuna i Vimmerby kommun.
Området motsvarar den omfattning Tuna församling hade vid årsskiftet 1999/2000.